# Констанс Сібій
Констанс Сібій (фр. Constance Sibille; нар. 9 листопада 1990) — колишня французька тенісистка.
Найвищу одиночну позицію світового рейтингу — 265 місце досягла 7 липня 2014, парну — 244 місце — 27 липня 2015 року.
Здобула 5 одиночних та 1 парний титул туру ITF.

## Фінали ITF

### Одиночний розряд: 10 (5–5)
| Легенда         |
| --------------- |
| турніри $15,000 |
| турніри $10,000 |

| Фінали за покриттям |
| ------------------- |
| Тверде (2–2)        |
| Ґрунт (3–3)         |

| Результат | W–L | Дата     | Турнір                        | Рівень | Покриття   | Суперниця         | Рахунок       |
| --------- | --- | -------- | ----------------------------- | ------ | ---------- | ----------------- | ------------- |
| Поразка   | 0–1 | Вер 2006 | ITF Лімож, Франція            | 10,000 | Тверде (i) | Одре Берго        | 6–4, 4–6, 1–6 |
| Поразка   | 0–2 | Січ 2009 | ITF Рексем, Велика Британія   | 10,000 | Тверде (i) | Клодін Шоль       | 1–6, 6–3, 4–6 |
| Поразка   | 0–3 | Сер 2009 | ITF Ребек, Бельгія            | 10,000 | Ґрунт      | Рішель Гогеркамп  | 6–4, 3–6, 4–6 |
| Перемога  | 1–3 | Лис 2009 | ITF Екердревіль, Франція      | 10,000 | Тверде (i) | Анніка Бек        | 6–4, 6–2      |
| Перемога  | 2–3 | Лип 2010 | ITF Брюссель, Бельгія         | 10,000 | Ґрунт      | Катаріна Неґрін   | 6–2, 6–1      |
| Перемога  | 3–3 | Сер 2011 | ITF Ребек, Бельгія            | 10,000 | Ґрунт      | Мартина Гледачева | 6–3, 6–1      |
| Перемога  | 4–3 | Вер 2014 | ITF Бол, Хорватія             | 10,000 | Ґрунт      | Іва Мековець      | 6–4, 6–4      |
| Поразка   | 4–4 | Лип 2016 | ITF Сен-Жерве-ле-Бен, Франція | 10,000 | Ґрунт      | К'яра Шоль        | 2–6, 2–6      |
| Перемога  | 5–4 | Жов 2018 | ITF Монастір, Туніс           | 15,000 | Тверде     | Сільвія Нджирич   | 6–4, 6–4      |
| Поразка   | 5–5 | Вер 2019 | ITF Табарка, Туніс            | 15,000 | Ґрунт      | Карін Кеннель     | 2–6, 4–6      |

### Парний розряд: 10 (1–9)
| Легенда          |
| ---------------- |
| турніри $100,000 |
| турніри $75,000  |
| турніри $50,000  |
| турніри $25,000  |
| турніри $15,000  |
| турніри $10,000  |

| Фінали за покриттям |
| ------------------- |
| Тверде (1–4)        |
| Ґрунт (0–5)         |
| Трава (0–0)         |
| Килим (0–0)         |

| Результат | W–L | Дата     | Турнір                      | Покриття   | Партнерка        | Суперниці                                       | Рахунок          |
| --------- | --- | -------- | --------------------------- | ---------- | ---------------- | ----------------------------------------------- | ---------------- |
| Поразка   | 0–1 | Лип 2006 | ITF Ле-Туке, Франція        | Ґрунт      | Лінн Блау        | Крістіна Горіатопулос Шарлен Ваннест            | 0–6, 0–6         |
| Поразка   | 0–2 | Вер 2007 | ITF Клермон-Ферран, Франція | Тверде (i) | Елоді Келья      | Сабіна Медіано-Альварес Франсіска Сінтес Мартін | 3–6, 3–6         |
| Поразка   | 0–3 | Вер 2009 | ITF Мадрид, Іспанія         | Тверде     | Клер Феерстен    | Ніна Братчикова Ірена Павлович                  | 2–6, 4–6         |
| Перемога  | 1–3 | Лис 2009 | ITF Екердревіль, Франція    | Тверде (i) | Еліксан Лекемія  | Елиця Костова Кінні Лайсне                      | 6–4, 6–2         |
| Поразка   | 1–4 | Лип 2010 | ITF Мон-де-Марсан, Франція  | Ґрунт      | Надія Кіченок    | Лара Арруабаррена Інес Феррер Суарес            | 3–6, 1–6         |
| Поразка   | 1–5 | Лип 2010 | ITF Ле-Контамін, Франція    | Тверде     | Клер Феерстен    | Джулія Гатто-Монтіконе Федеріка Кверча          | 5–7, 5–7         |
| Поразка   | 1–6 | Чер 2011 | ITF Амаранте, Португалія    | Тверде     | Катаріна Неґрін  | Емі Боутелл Ясмін Кларк                         | 2–6, 3–6         |
| Поразка   | 1–7 | Чер 2013 | ITF Ессен, Німеччина        | Ґрунт      | Іріна Раміалізон | Євгенія Пашкова Анастасія Васильєва             | 5–7, 4–6         |
| Поразка   | 1–8 | Лип 2015 | ITF Контрексевіль, Франція  | Ґрунт      | Іріна Раміалізон | Оксана Калашникова Данка Ковинич                | 6–2, 3–6, [6–10] |
| Поразка   | 1–9 | Чер 2018 | ITF Марибор, Словенія       | Ґрунт      | Іріна Раміалізон | Міхаела Баєрлова Адріяна Лекай                  | 6–7(2), 5–7      |